# Soldatske, Apostolove
Soldatske (în ucraineană Солдатське) este un sat în comuna Nîva Trudova din raionul Apostolove, regiunea Dnipropetrovsk, Ucraina.

## Demografie
Componența lingvistică a localității Soldatske
     Ucraineană (91,29%)
     Rusă (8,71%)
Conform recensământului din 2001, majoritatea populației localității Soldatske era vorbitoare de ucraineană (91,29%), existând în minoritate și vorbitori de rusă (8,71%).